# Jeřáb (Liberec)
Jeřáb – część miasta ustawowego Liberec. Znajduje się w zachodniej części centrum miasta. Zarejestrowanych jest tutaj 731 adresów i mieszka na stałe ponad 5 000 osób.